# Halberstadt CL.II
Halberstadt CL.II là một loại máy bay cường kích/tiêm kích hộ tống của Đế quốc Đức trong Chiến tranh thế giới I.

## Biến thể
CL.II
CL.IIa

## Quốc gia sử dụng
German Empire
- Luftstreitkräfte

 Lithuania (sau chiến tranh)
- Aviacijos korpusu

 Poland (sau chiến tranh)
- Polskie Siły Powietrzne

## Tính năng kỹ chiến thuật (CL.II)
Dữ liệu lấy từ German Aircraft of the First World War 
Đặc điểm tổng quát
- Kíp lái: 2
- Chiều dài: 7,30 m (23 ft 11⅜ in)
- Sải cánh: 10,77 m (35 ft 4 in)
- Chiều cao: 2,75 m (9 ft 0¼ in)
- Diện tích cánh: 27,5 m² (297 ft²)
- Trọng lượng rỗng: 773 kg (1.701 lb)
- Trọng lượng có tải: 1.133 kg (2.493 lb)
- Động cơ: 1 × Mercedes D.III, 120 kW (160 hp)

 Hiệu suất bay 
- Vận tốc cực đại: 165 km/h (90 kn, 103 mph) trên độ cao 5.000 m (16.400 ft)
- Trần bay: 5.090 m[2] (16.600 ft)
- Tải trên cánh: 41,2 kg/m² (8,4 lb/ft²)
- Công suất/trọng lượng: 0,11 kW/kg (0,06 hp/lb)
- Thời gian bay: 3 h
- Lên độ cao 1.000 m (3.280 ft): 5 phút
- Lên độ cao 5.000 m (16.400 ft): 39,5 phút

Trang bị vũ khí

- 1 ×× súng máy LMG 08/15 "Spandau" 7,92 mm (.312 in)
- 1 × súng máy Parabellum MG14 7,92 mm (.312 in)
- Lựu đạn
- 5 × quả bom 10 kg (20 lb)